# Alfons Stadler
Alfons Stadler (* 14. August 1926 in Wolfach; † 25. November 2006 in Hornberg) war ein deutscher Politiker (CDU).

## Leben
Im Zweiten Weltkrieg verlor Stadler einen Arm. Er engagierte sich anschließend im Verband der Kriegsbeschädigten in Hornberg, bis März 2006 als dessen Vorsitzender. Beruflich war Stadler über 35 Jahre lang als Studienprofessor an den Kaufmännischen Schulen in Hausach tätig. Über 50 Jahre lang gehörte er dem Schwarzwaldverein an. Zudem leitete er das katholische Bildungswerk.
Stadler war verheiratet und hatte fünf Kinder.

## Politik
1947 wurde Stadler Mitglied der CDU. Er war Vorsitzender des CDU-Stadtverbandes Hornberg und des CDU-Kreisverbandes Wolfach. In Hornberg gehörte er 34 Jahre lang dem Gemeinderat an, zeitweise war er Vorsitzender der dortigen CDU-Fraktion und erster Bürgermeisterstellvertreter. Zudem war er Mitglied des Kreistages. 
Bei der Landtagswahl in Baden-Württemberg 1968 kandidierte Stadler als Ersatzkandidat von Karl Brachat im Wahlkreis Villingen. Nach Brachats Tod rückte Stadler am 8. Juni 1971 für ihn in den Landtag von Baden-Württemberg nach. Er gehörte dem Landtag bis zum Ende der Legislaturperiode im März 1972 an. Bei der Landtagswahl 1972 kandidierte er nicht erneut. Im Direktmandat des Wahlkreises Villingen folgte ihm der spätere Ministerpräsident Erwin Teufel nach.

## Ehrungen
1999 wurde Stadler die Verdienstmedaille des Landes Baden-Württemberg verliehen.

## Schriften
- Hornberg während der badischen Revolution 1848/49. In: Die Ortenau: Zeitschrift des Historischen Vereins für Mittelbaden, 78. Jahresband 1998
- Hornberg im 19. und 20. Jahrhundert. Hornberg 1999.